# Podleśne (Braniewo)
Podleśne (deutsch Vorderwalde) ist ein Dorf in der polnischen Woiwodschaft Ermland-Masuren und gehört zur Landgemeinde Braniewo im Powiat Braniewski. Bis 1945 war es dem Kreis Heiligenbeil in Ostpreußen zugeordnet.

## Geographische Lage
Podleśne liegt westlich der Bahnau (polnisch Banówka) im Nordwesten der Woiwodschaft Ermland-Masuren. Bis zur früheren Kreisstadt Heiligenbeil (heute russisch Mamonowo) sind es sechs Kilometer in nördlicher Richtung, und die heutige Kreismetropole Braniewo (deutsch Braunsberg) liegt acht Kilometer in südwestlicher Richtung entfernt.

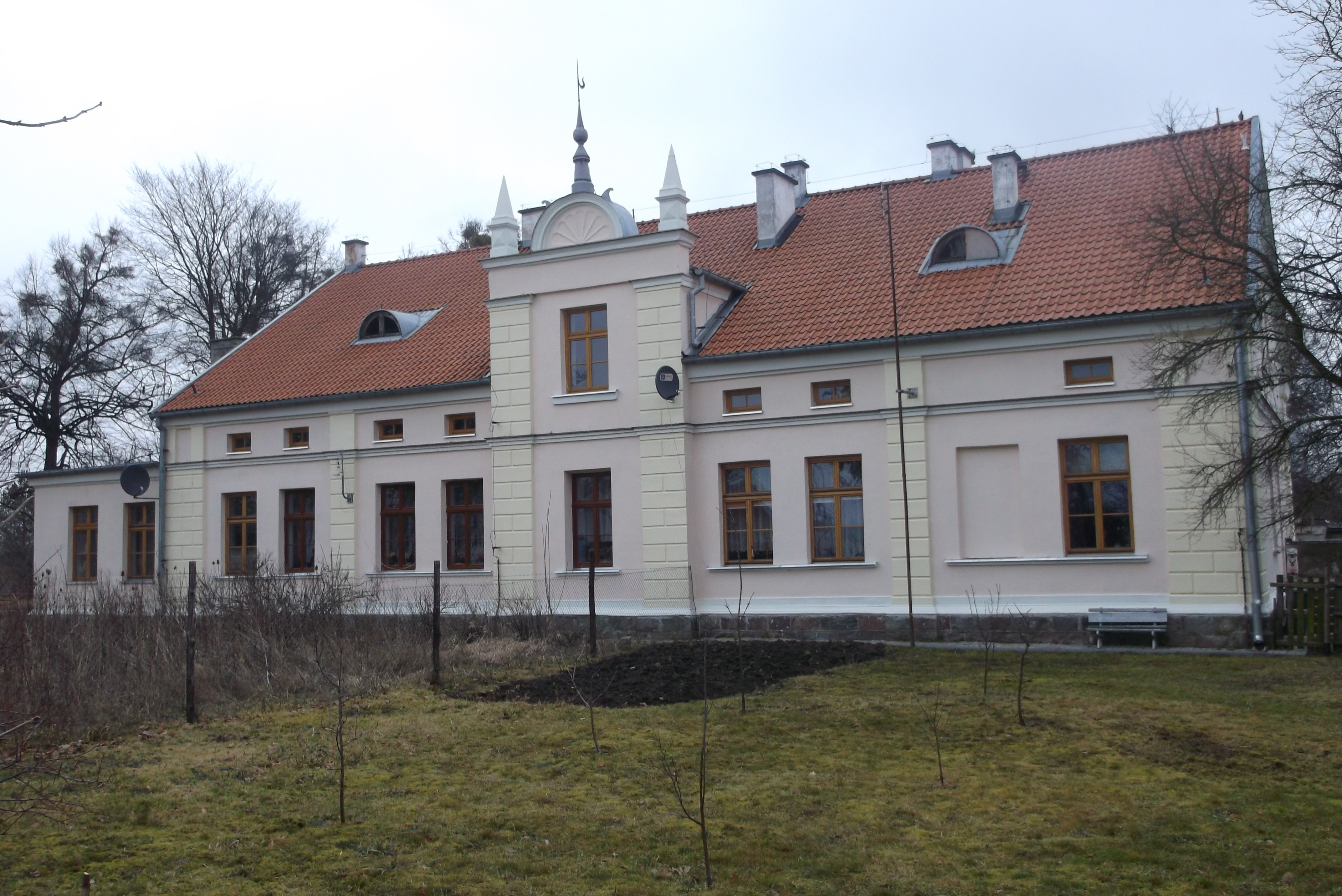
Das Gutshaus Vorderwalde (1885/86) in Podleśne

## Geschichte
Im Jahre 1699 wurde Vorderwalde unter Kurfürst Friedrich III. am Rande des Damarauer Waldes gegründet. Das Schatullgut wurde der Wildnisbereiter Friedrich Schulz aus Wermten übereignet. Sein Naxchfolger war Christian Rösenick, der 1725 verstarb und dessen Witwe gezwungen war, das Gut dem Wildnisbereiter Heinrich Hildebrandt List zu verpfänden. Es folgten zahlreiche andere Besitzer.
Das Waldgut – 1820 war hier auch eine Försterei – erwarb Ende des 18. Jahrhunderts August Ferdinand Siegfried, Gutseigentümer auf Carben (ab 1931: „Karben“, heute russisch Prigorkino), dessen Besitz erheblichen Mangel an Holz aufwies, den er durch den Kauf von Vorderwalde zu beheben versuchte. In den Folgejahren entwickelte sich Vorderwalde schrittweise zu einem landwirtschaftlich genutzten Gut.
Als 1874 der Amtsbezirk Grunau im ostpreußischen Kreis Heiligenbeil errichtet wurde, wurde das zum Gutsbezirk Carben gehörige Vorwerk Vorderwalde eingegliedert und bald danach in einen selbständigen Gutsbezirk umgewandelt. Dieser zählte im Jahre 1910 87 Einwohner.
Das Gut Vorderwalde kam in den 1880er Jahren an Erich von Siegfried. Er ließ 1885/86 ein neues Gutshaus errichten, das mit Satteldach und Neorenaissancefassade noch heute erhalten und mehrmals restauriert worden ist. Am 20. Juli 1900 wurden Teile der Landgemeinde Königlich Carben aus dem Amtsbezirk Carben in den Gutsbezirk Vorderwalde umgegliedert. Im Jahre 1918 übernahm  Herbert von Siegfried († 1940) das Gut Vorderwalde.
Am 30. September 1928 gab der Gutsbezirk Vorderwalde seine Eigenständigkeit auf und schloss sich mit dem Nachbargutsbezirk Wermten zur neuen Landgemeinde Wermten zusammen.
Ab 1940 bewirtschaftete die Witwe Ruth von Siegfried das Gut, bis sie im Februar 1945 zusammen mit Lehrlingen und Angestellten auf die Flucht ging, die sie bis in die Gegend von Celle am Südrand der Lüneburger Heide verschlug.
Vorderwalde kam zusammen mit dem gesamten südlichen Ostpreußen 1945 in Kriegsfolge zu Polen und erhielt die polnische Namensform „Podleśne“. Es gehört jetzt zur Gmina Braniewo (Landgemeinde Braunsberg) im Powiat Braniewski (Kreis Braunsberg), von 1975 bis 1998 der Woiwodschaft Elbląg, seither der Woiwodschaft Ermland-Masuren zugehörig. Das Gut wurde polnisches Staatsgut und ist inzwischen in privater Hand.

## Religion
Mit seiner überwiegend evangelischen Bevölkerung war Vorderwald bis 1945 in das Kirchspiel Grunau (polnisch Gronowo) im Kirchenkreis Heiligenbeil in der Kirchenprovinz Ostpreußen der Kirche der Altpreußischen Union eingepfarrt. Auch die heute fast ausnahmslos römisch-katholischen Einwohner von Podleśne werden von der Pfarrei Gronowo – im Erzbistum Ermland – betreut.

## Verkehr
Podleśne liegt an einer Nebenstraße, die von Lipowina (Lindenau) über Gronówko (Grunenfeld) bis zur Ortsstelle von Wermten an der Grenze zu Russland verläuft – und vor 1945 bis zur Kreisstadt Heiligenbeil (Mamonowo) führte. Von Gronowo aus besteht eine Straßenverbindung, die durch die Ortsstelle Streitswalde (polnisch Strzyżewo) verläuft.
Eine Bahnanbindung besteht nicht.

## Persönlichkeiten
Aus dem Ort gebürtig
- Oskar von Siegfried (* 24. Januar 1920 in Vorderwalde), deutscher Diplomat († 2011)

Mit dem Ort verbunden
- Erich von Siegfried (1859–1935), preußischer Verwaltungsjurist und Gutsbesitzer auf Vorderwalde